# I liga paragwajska w piłce nożnej (1995)
Mistrzem Paragwaju został klub Club Olimpia, natomiast wicemistrzem Paragwaju – Cerro Porteño.
Sezon podzielony został na trzy fazy. Pierwsze dwie fazy służyły wyłonieniu 8 klubów, które miały wziąć udział w ostatniej, decydującej o mistrzostwie fazie zwanej Torneo Metropolitano. W tym ostatnim turnieju 8 klubów podzielono na dwie grupy po 4 zespoły w każdej. Z każdej z tych grup awansowały po dwa kluby do fazy pucharowej, która w końcu wyłoniła mistrza Paragwaju.
Do turniejów międzynarodowych zakwalifikowały się następujące kluby:
- Copa Libertadores 1996: Club Olimpia, Cerro Porteño
- Copa CONMEBOL 1996: Club Guaraní

Do drugiej ligi spadł klub Cerro Corá Asunción. Na jego miejsce z drugiej ligi awansował klub Tembetary Ypané.

## Pierwszy etap

### Tabela końcowa pierwszego etapu 1995
Przed turniejem Metropolitano przyznano bonusy: za pierwsze miejsce 2 punkty, za drugie miejsce 1,5 punktu, za trzecie miejsce 1 punkt i za czwarte miejsce 0,5 punktu.
| Poz | Klub                               | Mecze | Zw | Rem | Por | Pkt | BrZd | BrStr |
| --- | ---------------------------------- | ----- | -- | --- | --- | --- | ---- | ----- |
| 1   | Club Olimpia                       | 12    | 8  | 3   | 1   | 27  | 18   | 4     |
| 2   | Cerro Porteño                      | 12    | 7  | 3   | 2   | 24  | 18   | 10    |
| 3   | Sportivo Luqueño                   | 12    | 5  | 5   | 2   | 20  | 18   | 13    |
| 4   | Club Nacional                      | 12    | 4  | 6   | 2   | 18  | 11   | 7     |
| 5   | Humaitá Asunción                   | 12    | 4  | 5   | 3   | 17  | 15   | 13    |
| 6   | Club Libertad                      | 12    | 3  | 5   | 4   | 14  | 14   | 17    |
| 7   | Atlético Colegiales                | 12    | 1  | 10  | 1   | 13  | 11   | 10    |
| 8   | Sportivo San Lorenzo               | 12    | 3  | 4   | 5   | 13  | 13   | 19    |
| 9   | Club Sol de América                | 12    | 2  | 6   | 4   | 12  | 16   | 18    |
| 10  | Club Guaraní                       | 12    | 2  | 6   | 4   | 12  | 9    | 11    |
| 11  | Cerro Corá Asunción                | 12    | 3  | 3   | 6   | 12  | 10   | 15    |
| 12  | Club Presidente Hayes              | 12    | 2  | 5   | 5   | 11  | 12   | 20    |
| 13  | Sport Colombia Fernando de la Mora | 12    | 2  | 3   | 7   | 9   | 10   | 18    |

## Drugi etap

### Tabela końcowa drugiego etapu 1995
Przed turniejem Metropolitano przyznano bonusy: za pierwsze miejsce 2 punkty, za drugie miejsce 1,5 punktu, za trzecie miejsce 1 punkt i za czwarte miejsce 0,5 punktu.
| Poz | Klub                               | Mecze | Zw | Rem | Por | Pkt | BrZd | BrStr |
| --- | ---------------------------------- | ----- | -- | --- | --- | --- | ---- | ----- |
| 1   | Club Olimpia                       | 12    | 7  | 5   | 0   | 26  | 18   | 6     |
| 2   | Cerro Porteño                      | 12    | 7  | 3   | 2   | 24  | 26   | 9     |
| 3   | Club Guaraní                       | 12    | 6  | 4   | 2   | 22  | 20   | 14    |
| 4   | Club Sol de América                | 12    | 5  | 5   | 2   | 20  | 16   | 12    |
| 5   | Humaitá Asunción                   | 12    | 4  | 5   | 3   | 17  | 17   | 14    |
| 6   | Atlético Colegiales                | 12    | 3  | 6   | 3   | 15  | 15   | 14    |
| 7   | Club Libertad                      | 12    | 3  | 5   | 4   | 14  | 9    | 10    |
| 8   | Sport Colombia Fernando de la Mora | 12    | 3  | 5   | 4   | 14  | 16   | 18    |
| 9   | Sportivo Luqueño                   | 12    | 2  | 8   | 2   | 14  | 9    | 10    |
| 10  | Sportivo San Lorenzo               | 12    | 2  | 4   | 6   | 10  | 15   | 24    |
| 11  | Club Presidente Hayes              | 12    | 1  | 6   | 5   | 9   | 9    | 15    |
| 12  | Club Nacional                      | 12    | 1  | 6   | 5   | 9   | 10   | 24    |
| 13  | Cerro Corá Asunción                | 12    | 1  | 4   | 7   | 7   | 5    | 15    |

## Sumaryczna tabela sezonu 1995
| Poz | Klub                               | Mecze | Zw | Rem | Por | Pkt | BrZd | BrStr |
| --- | ---------------------------------- | ----- | -- | --- | --- | --- | ---- | ----- |
| 1   | Club Olimpia                       | 24    | 15 | 8   | 1   | 53  | 36   | 10    |
| 2   | Cerro Porteño                      | 24    | 14 | 6   | 4   | 48  | 44   | 19    |
| 3   | Humaitá Asunción                   | 24    | 8  | 10  | 6   | 34  | 32   | 27    |
| 4   | Club Guaraní                       | 24    | 8  | 10  | 6   | 34  | 29   | 25    |
| 5   | Sportivo Luqueño                   | 24    | 7  | 13  | 4   | 34  | 27   | 23    |
| 6   | Club Sol de América                | 24    | 7  | 11  | 6   | 32  | 32   | 30    |
| 7   | Atlético Colegiales                | 24    | 4  | 16  | 4   | 28  | 26   | 24    |
| 8   | Club Libertad                      | 24    | 6  | 10  | 8   | 28  | 23   | 27    |
| 9   | Club Nacional                      | 24    | 5  | 12  | 7   | 27  | 21   | 31    |
| 10  | Sport Colombia Fernando de la Mora | 24    | 5  | 8   | 11  | 23  | 26   | 36    |
| 11  | Sportivo San Lorenzo               | 24    | 5  | 8   | 11  | 23  | 28   | 43    |
| 12  | Club Presidente Hayes              | 24    | 3  | 11  | 10  | 20  | 21   | 35    |
| 13  | Cerro Corá Asunción                | 24    | 4  | 7   | 13  | 19  | 15   | 30    |

Do Torneo Metropolitano awansowały cztery najlepsze drużyny w każdym z dwóch etapów. Ponieważ zarówno Club Olimpia, jak i Cerro Porteño dwukrotnie znalazły się w najlepszej czwórce, kolejne dwa zespoły zakwalifikowały się na podstawie tabeli sumarycznej, przy czym konieczne było rozegranie barażu.
| Mecz barażowy o awans do Torneo Metropolitano |
| --------------------------------------------- |
| Club Libertad – Atlético Colegiales 1:0       |

## Torneo Metropolitano
W poniższych grupach uwzględniono bonusy uzyskane przez kluby w dwóch poprzednich etapach.
| Poz | Klub             | Mecze | Zw | Rem | Por | Pkt | BrZd | BrStr |
| --- | ---------------- | ----- | -- | --- | --- | --- | ---- | ----- |
| 1   | Club Olimpia     | 3     | 2  | 1   | 0   | 11  | 3    | 0     |
| 2   | Club Nacional    | 3     | 2  | 0   | 1   | 6,5 | 4    | 4     |
| 3   | Humaitá Asunción | 3     | 0  | 2   | 1   | 2   | 3    | 4     |
| 4   | Club Libertad    | 3     | 0  | 1   | 2   | 1   | 5    | 7     |

| Poz | Klub                | Mecze | Zw | Rem | Por | Pkt | BrZd | BrStr |
| --- | ------------------- | ----- | -- | --- | --- | --- | ---- | ----- |
| 1   | Cerro Porteño       | 3     | 2  | 1   | 0   | 10  | 6    | 4     |
| 2   | Club Guaraní        | 3     | 1  | 1   | 1   | 5   | 5    | 5     |
| 3   | Club Sol de América | 3     | 1  | 1   | 1   | 4,5 | 8    | 8     |
| 4   | Sportivo Luqueño    | 3     | 0  | 1   | 2   | 2   | 7    | 9     |

### 1/2 finału
Club Guaraní – Club Olimpia 0:1 i 0:3

Club Nacional – Cerro Porteño 2:3 i 1:2

### Finał
Club Olimpia – Cerro Porteño 2:1 i 0:1, karne 8:7
Mistrzem Paragwaju w roku 1995 został klub Club Olimpia